# Prezydencja Bombaju

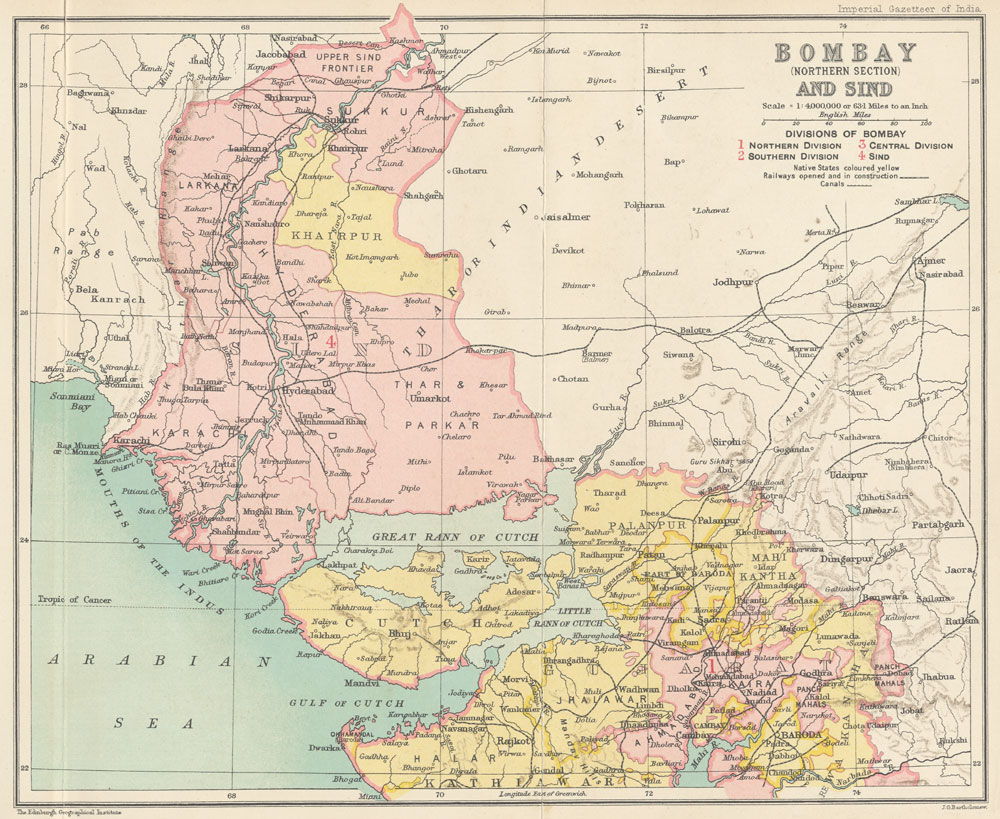
Prezydencja Bombaju w roku 1909, część północna

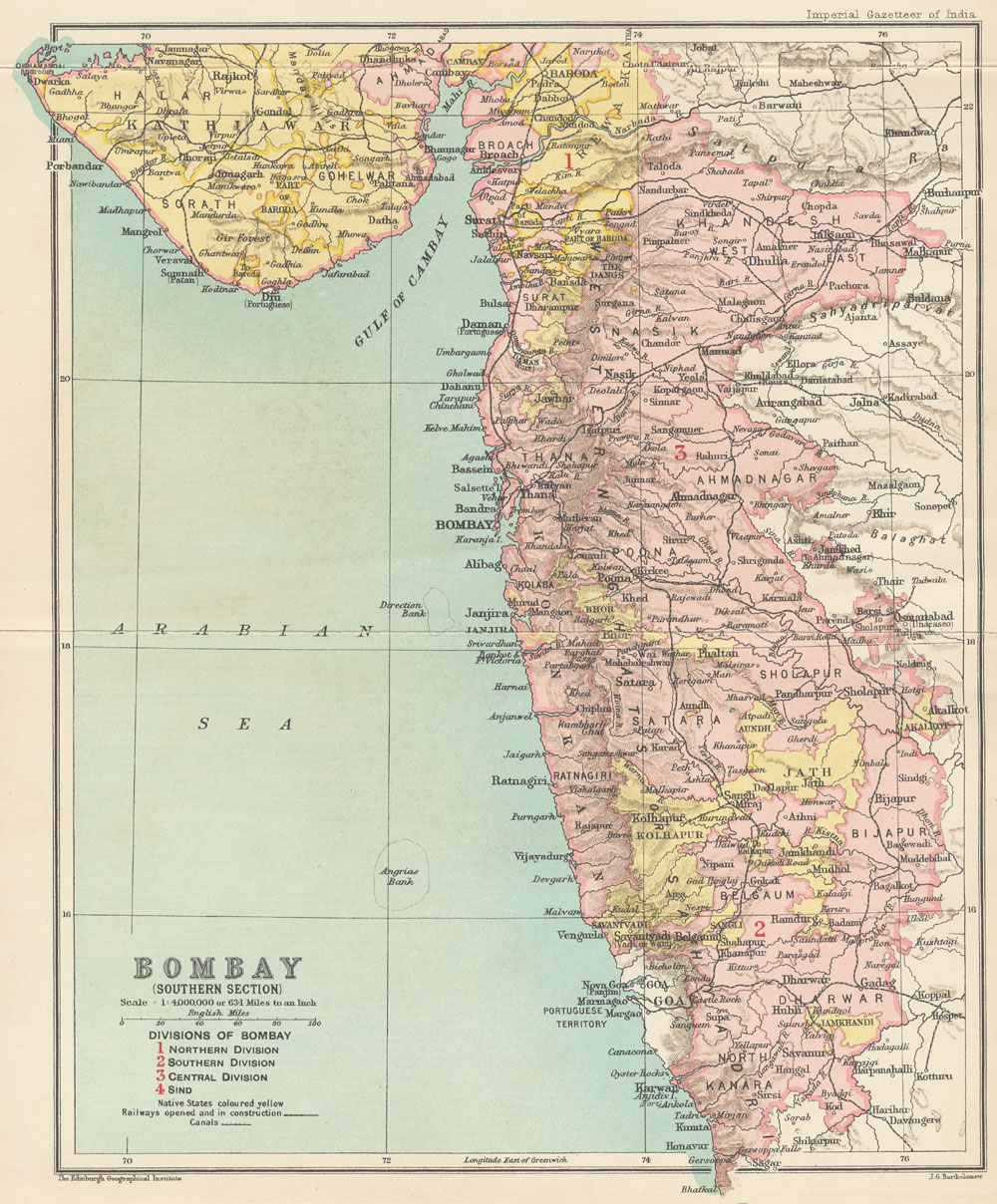
Prezydencja Bombaju w roku 1909, część południowa

Prezydencja Bombaju była prowincją Indii Brytyjskich. W swoim największym obszarze zawierała dzisiejszy stan Gujarat, 2/3 zachodniej części stanu Maharashtra, włączając dystrykty Konkan, Desh i Khandesh, północno-zachodnią część stanu Karnataka, również pakistańską prowincję Sindh i brytyjskie terytorium Aden w Jemenie.
Składała się w części z dystryktów pod bezpośrednim brytyjskim panowaniem, w części z tubylczych albo książęcych państewek rządzonych przez lokalnych władców pod administracją gubernatora.